# La RedAcción
La RedAcción fue un noticiario transmitido por la cadena La Red, estrenado el 4 de julio de 2021. Es el nuevo noticiario de La Red desde el cese de producción de su anterior noticiario, Punto Noticias. Se estructura en forma de boletines informativos de no más de cinco minutos de extensión cada una hora.

## Historia

### Contexto
Durante mediados de la década de 2010 el noticiario sufrió con la disminución de televidentes, lo que hizo que desde 2015 que La Red no poseyera noticiario propio. No fue sino hasta 2019, luego de cambios internos como por el ejemplo que el periodista Víctor Gutiérrez fuese nombrado Director Ejecutivo y la adquisición del canal por parte de Albavisión que comenzó un proceso de modernización de la parrilla programática. Entre estos fue la reapertura del área periodística del canal.
En 2019 surge el noticiario Punto Noticias, con el fin de suplir la necesidad de noticiario. Este se vio potenciado sobre todo debido a su capacidad de cobertura abierta durante el estallido social en Chile de 2019. Aun teniendo buenos resultados, la pandemia de COVID-19 en Chile conllevó a que la producción del noticiario saliese de pantalla hasta nuevo aviso.

### Lanzamiento
Con la necesidad de un espacio, el 4 de julio de 2021 La Red anuncia el estreno de su nuevo boletín informativo, llamado La RedAcción. Este tuvo su primera emisión durante el mismo día de su anuncio, cubriendo la ceremonia de inauguración de la Convención Constitucional.
Durante toda la semana, desde las 12:00 horas, se presentan boletines informativos de no más allá de 5 minutos de extensión, en el cual un periodista ―Vicente Gutiérrez, Gustavo Manén, Paula Huenchumil y Valentina Galindo― presenta una noticia de actualidad.
Se destaca el hecho de que las noticias presentadas incluyen un espacio de comentario y crítica a los actuales sucesos políticos y sociales del país.[cita requerida] Además se ha destacado por ser un noticiario con una línea editorial inclusiva y diversa, dando espacios a periodistas de la comunidad LGBTQ+, pueblos originarios y espacios dedicados solo a informativos comunicados por medio de lenguaje de señas.